# Instituto Di Tella

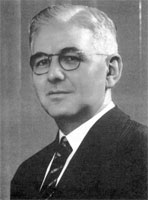
Torcuato Di Tella

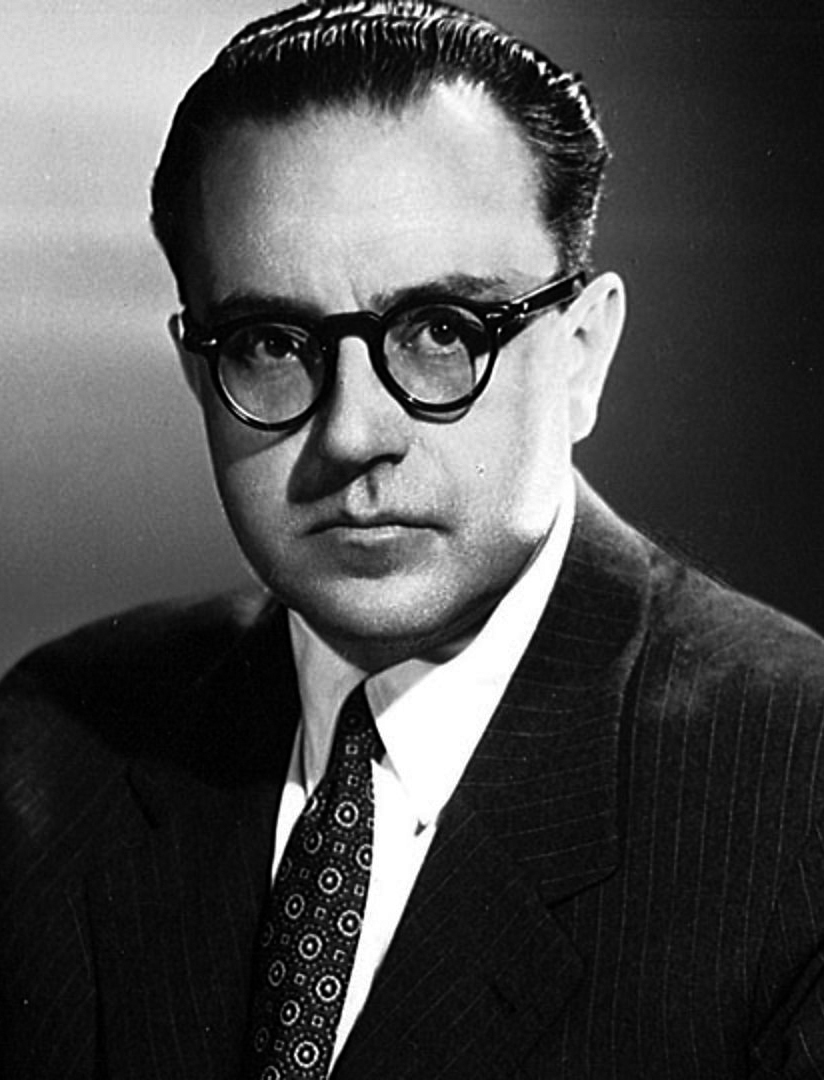
Alberto Ginastera

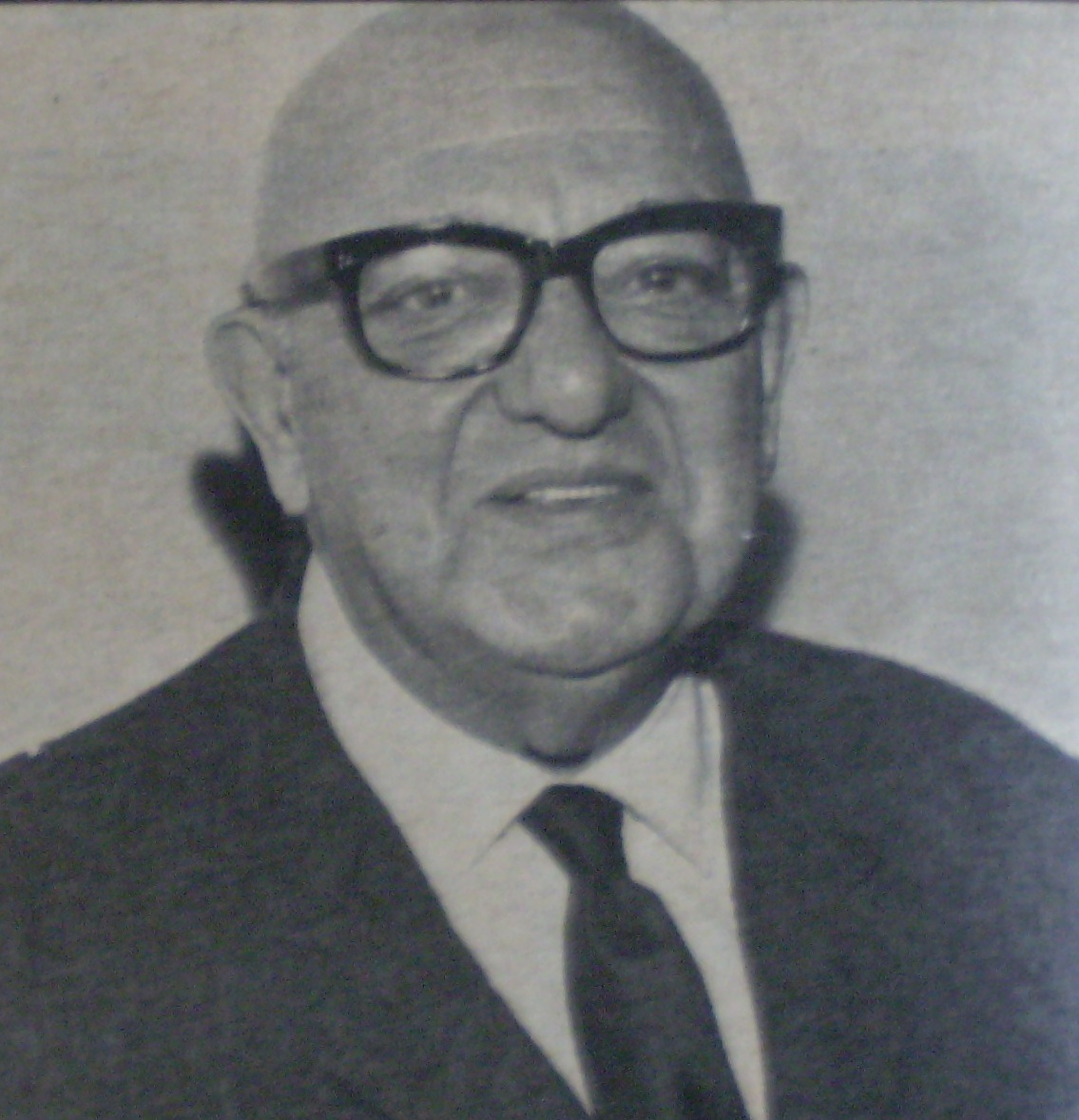
Jorge Romero Brest

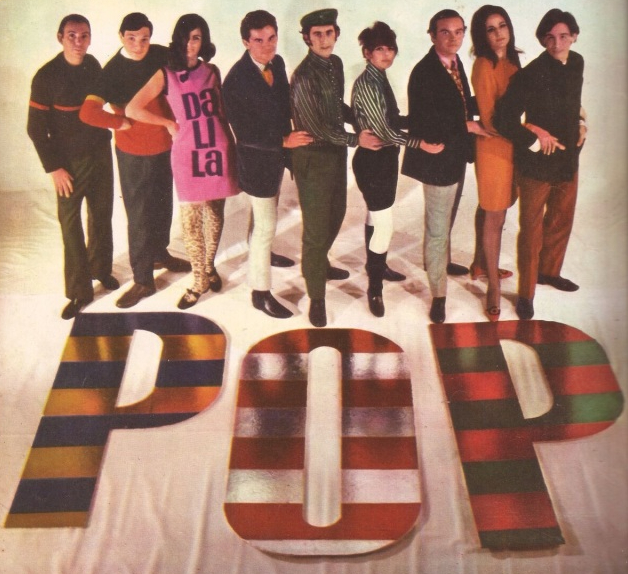
Jóvenes artistas del Di Tella en la revista Primera Plana, 1966.

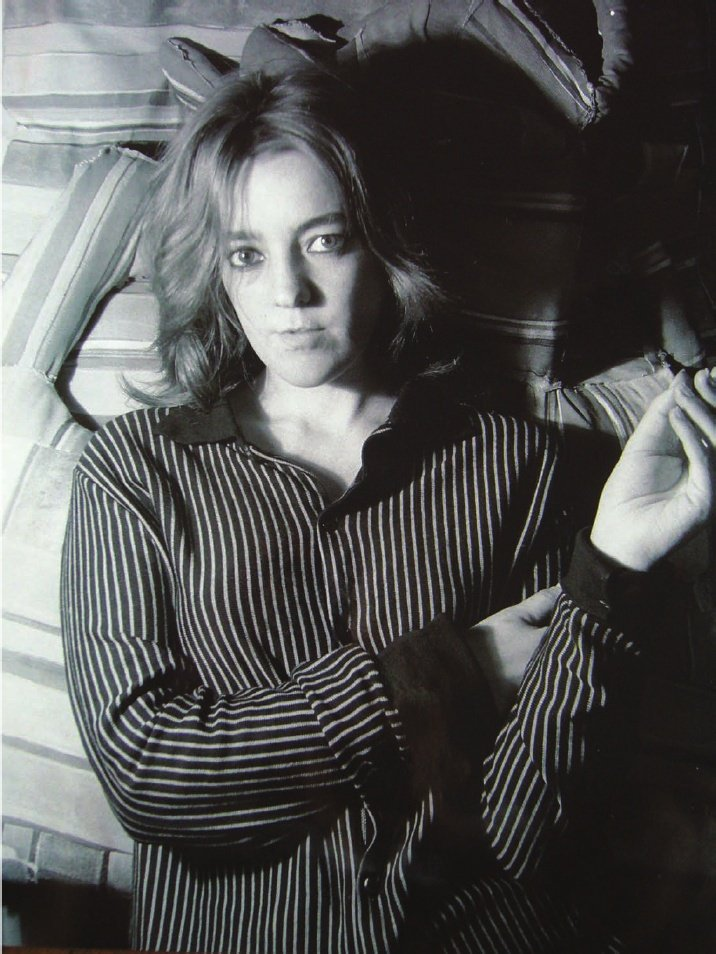
Marta Minujin (circa 1960)

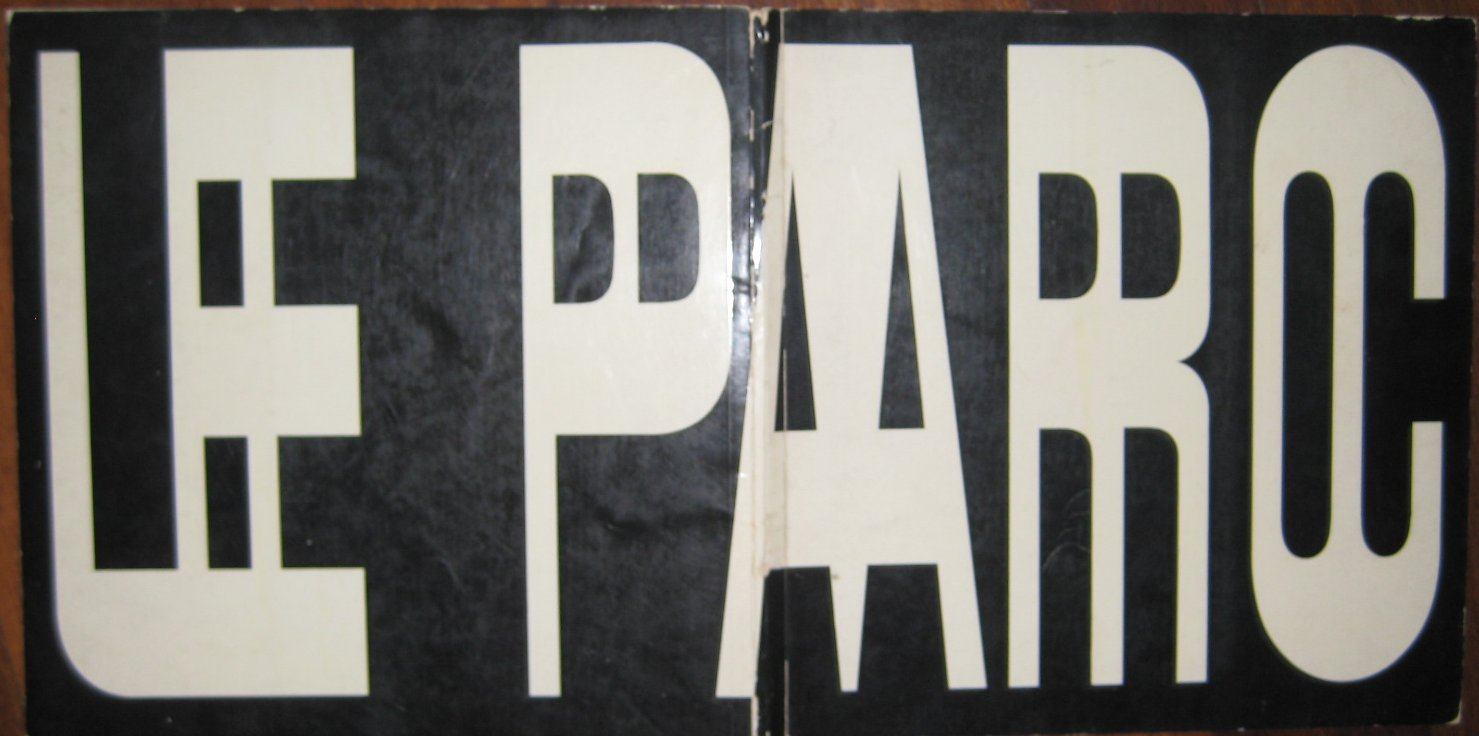
Julio Le Parc - Juan Carlos Distéfano, Instituto Di Tella 1967

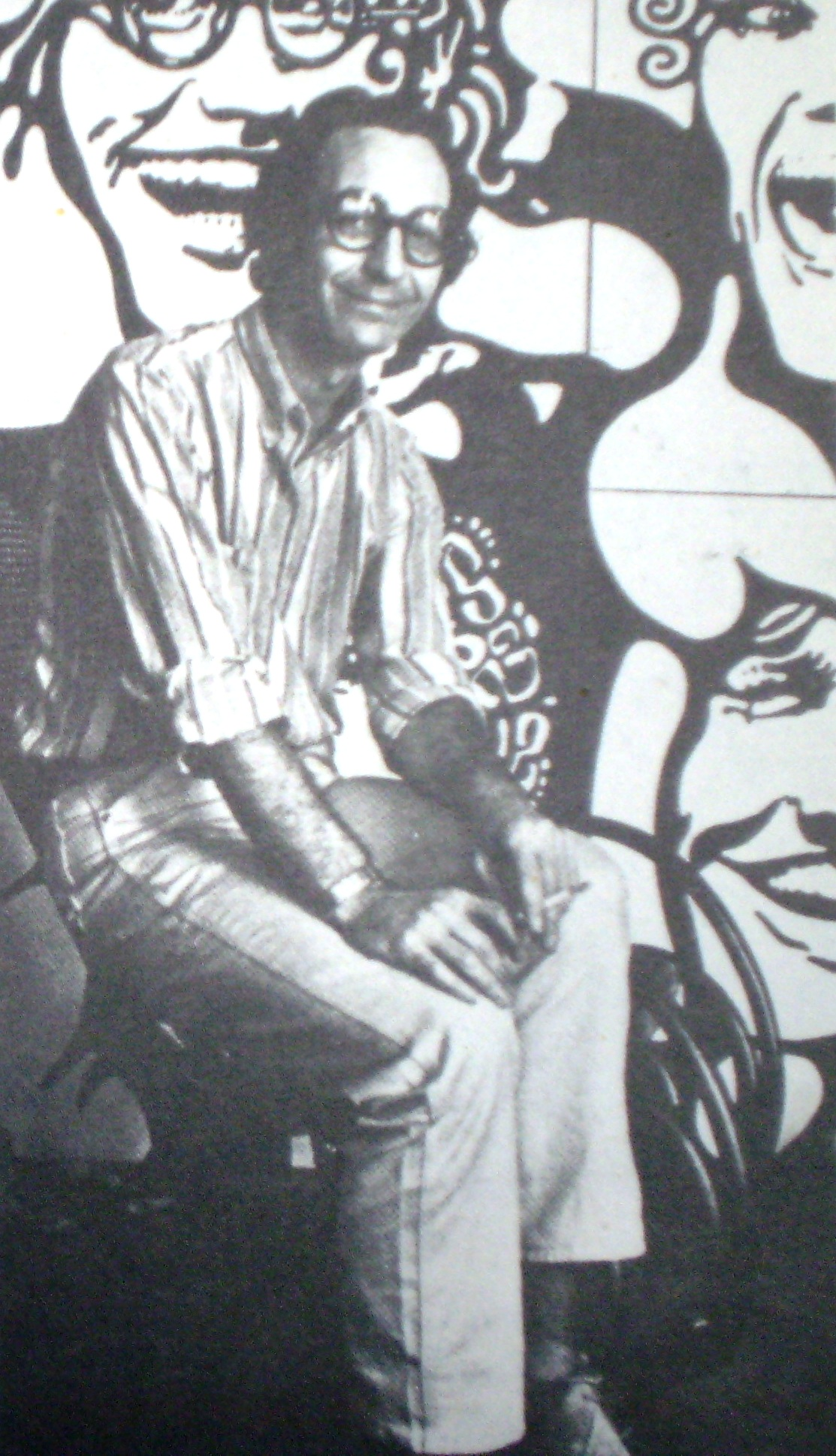
Jorge de la Vega

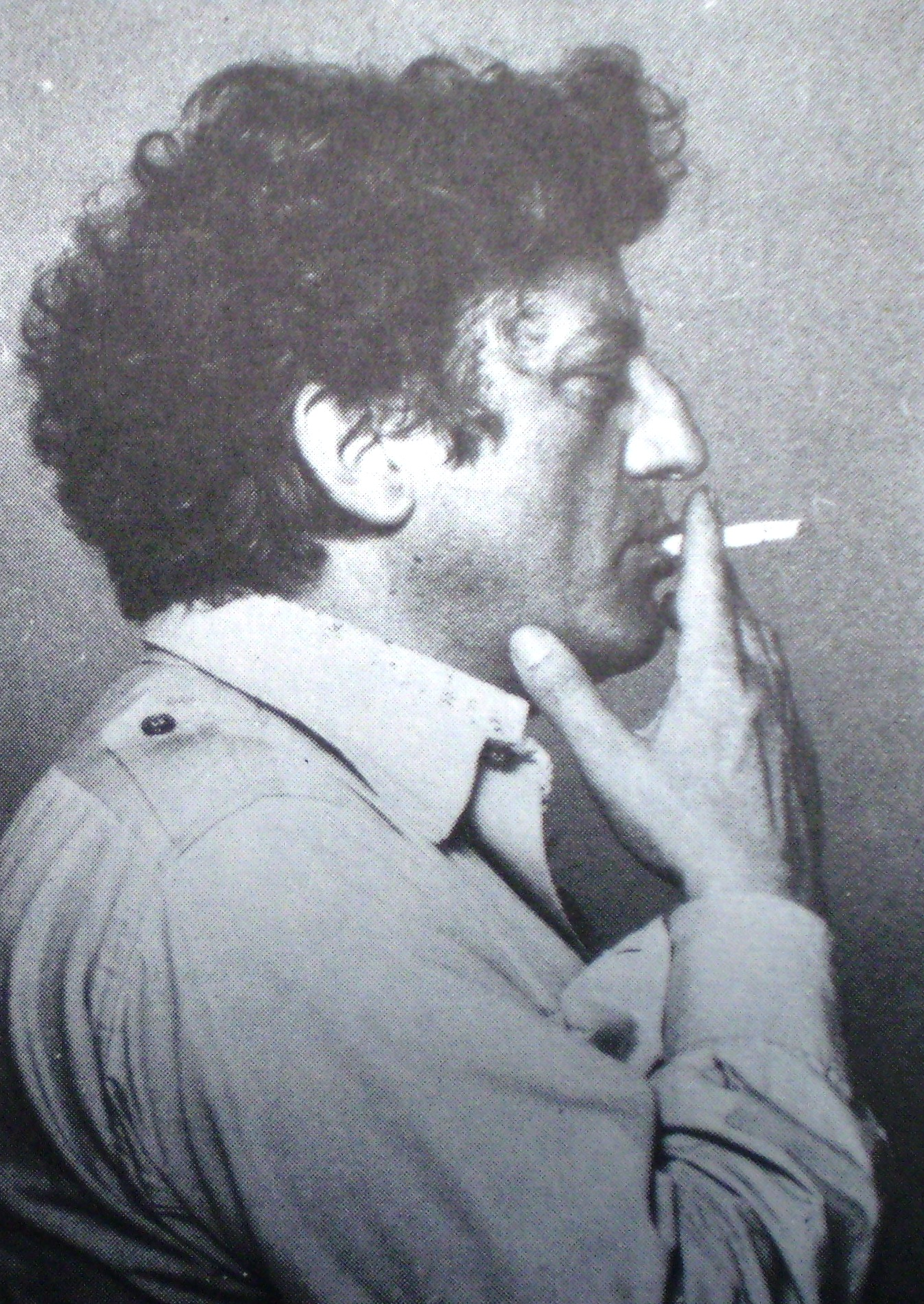
Rómulo Maccio

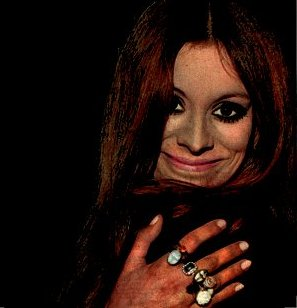
Nacha Guevara, 1968

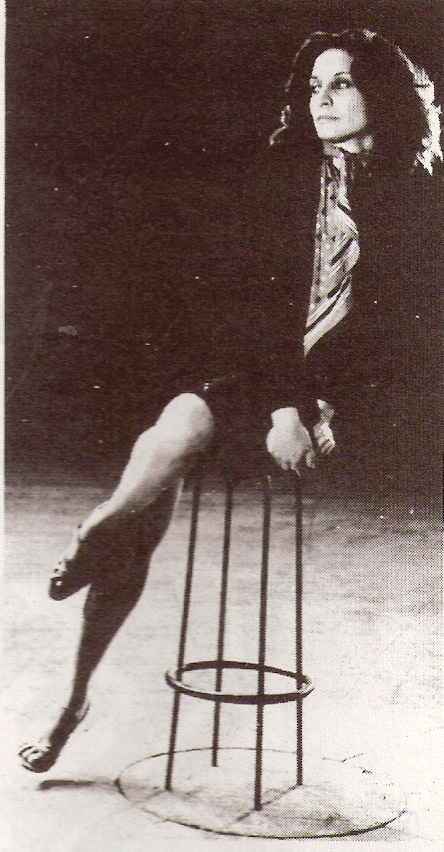
Iris Scaccheri

El Instituto Di Tella fue un centro de investigación cultural sin fines de lucro de la Argentina. Fue fundado el 22 de julio de 1958 por la Fundación Di Tella, en homenaje al ingeniero y empresario ítalo-argentino Torcuato Di Tella. Situado en la calle Florida 936 -«La Manzana Loca»-, tenía varias salas de exposición y un auditorio para 244 espectadores. Conoció su mayor auge entre 1965-1970, cuando era el «templo de las vanguardias artísticas», y fue duramente combatido por el gobierno de facto de Juan Carlos Onganía, que lo clausuró en 1970.
Fue un semillero de talentos y sus exintegrantes son conocidos como la «Generación del Di Tella», Entre los que participaron se destacan Antonio Berni, Leopoldo Maler, Líbero Badíi, Luis Fernando Benedit, Delia Cancela, Jorge de la Vega, Ernesto Deira, Rómulo Macció, Luis Felipe Noé, Gyula Kosice, Julio Le Parc, Pérez Celis, Rogelio Polesello, Antonio Seguí, Clorindo Testa, Ary Brizzi, Carlos Silva, Carlos Mathus y su TIM Teatro, Alicia Penalba, Lea Lublin, Roberto Aizenberg, Federico Manuel Peralta Ramos, Emilio Renart, Luis Alberto Wells, Dalila Puzzovio, Antonio Trotta, David Lamelas, Juan Carlos Distéfano, Marta Minujín, Susana Salgado, Alfredo Rodríguez Arias, Oscar Bony, Juan Stoppani, Edgardo Giménez, León Ferrari, Mercedes Esteves, Carlos Squirru, Pablo Suárez, Oscar Palacio, Margarita Paksa, Ricardo Carreira, Pablo Mesejean, Inés Gross, Adolfo Bronowsky, Roberto Jacoby, Pablo Menicucci, Liliana Porter, Luis Camnitzer, Osvaldo Romberg, Luis Pazos, Ana Kamien, Jorge Luján Gutiérrez, Alberto Greco, Fernando von Reichenbach, Gerardo Chiarella II, Jorge Bonino, Graciela Martínez, Iris Scaccheri, Federico Klemm, Juan Gatti, Rubén Santantonín, etc.

## Origen
En sus inicios albergó a las vanguardias del teatro, la música y la pintura. Allí dieron sus primeros pasos artistas luego consagrados. Su actividad marcó una nueva era en el arte local. Posteriormente el centro fue ampliado para abarcar todas las ciencias sociales con el objeto de apoyar la investigación social.
Los centros de Arte y Música fueron cerrados por problemas económicos en mayo de 1970. Los otros centros siguieron operando y dieron lugar a la Universidad Torcuato Di Tella. La Biblioteca del Instituto Di Tella es una de las más prestigiosas de América Latina en el campo de las ciencias sociales. Su acervo bibliográfico es de 60.000 volúmenes y mantiene una hemeroteca de 1400 títulos nacionales y extranjeros.

## Directores entre 1963-70
- Enrique Oteiza (Director Ejecutivo).
- Jorge Romero Brest[2] (Centro de Artes Visuales)
- Roberto Villanueva (Centro de Experimentación Audiovisual)
- Alberto Ginastera (Centro Latinoamericano de Altos Estudios Musicales)

## Teatro
Roberto Villanueva dirigió el Centro de Experimentación Audiovisual del Instituto entre 1960 y 1965, en el que incluyó por primera vez la imagen de vídeo en el teatro.
Se realizaron obras con recursos novedosos y la inédita participación del público. Debutaron artistas y grupos entonces desconocidos como Nacha Guevara, Les Luthiers, Alfredo Arias, Iris Scaccheri, Marucha Bo (Marisa Bo), Hugo Midón y Kado Kostzer entre otros.

### Cronología de espectáculos realizados en el Instituto Di Tella

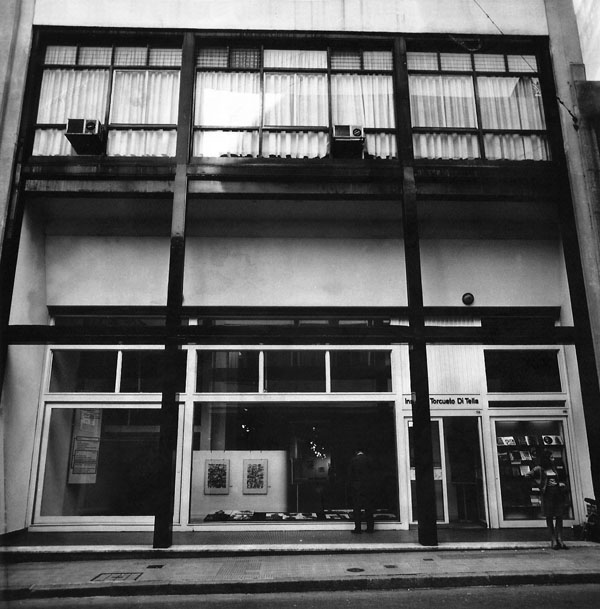
Exterior del Instituto Florida 936 - Buenos Aires- foto de Humberto Rivas

(extractado del Archivo Visual de Artes Escénicas)
1961- Candonga (de Roberto Villanueva y otros, sobre poema de Jorge Garat, en el Museo Nacional de Bellas Artes. No fue realizado en el Di Tella pero es un antecedente en la carrera de Roberto Villanueva y sus objetivos con respecto al CEA).
1963- Espectáculo Audiovisual Rodante ITDT (el CEA realiza un trabajo de experimentación sobre la palabra, otros materiales sonoros e imagen en un equipo móvil que lleva por todo el país, a más de 30 localidades)
1964- Villancico de Navidad (audiovisual sobre la cultura popular americana)
1964- Vivo-Dito (Alberto Greco. No fue realizado en el Di Tella pero significó un antecedente para el desarrollo del happening en Argentina)
1964- ¡Revuélquese y viva! (Marta Minujín)
1964- Microsucesos (grupo Rodríguez Arias – Jiménez. No fue realizado en el Di Tella pero significó un antecedente para el desarrollo del género).
1965- La Menesunda y El Batacazo (Marta Minujín)
1965- Muestra de New American Cinema  (Nuevo Cine Estadounidense) con filmes de Andy Warhol, Stan Brakhage, Lionel Rogosin y Jerome Hill, entre otros (muestras de cine previstas por el proyecto inicial de CEA.)
1965- Lutero (dramaturgia de J. Osborne y dirección de Jorge Petraglia).
1965- El Desatino (dramaturgia de Griselda Gambaro y dirección de Jorge Petraglia).
1965- Imágenes del Circo (de Ángel Elizondo).
1965- No hay piedad para Hamlet (versión de Shakespeare por Mario Trejo).
1965- Danse Bosquet (de Ana Kamien  y Marilú Marini).
1966- Simultaneidad en simultaneidad e Importación y exportación (de Marta Minujín).
1966- El niño envuelto (de Norman Briski).
1966- Artaud 66. Una antología del teatro de la crueldad (del grupo El Teatro de la Peste, basado en la obra de Antonin Artaud).
1966- ¿Jugamos a la bañadera? (de Graciela Martínez).
1966- La fiesta hoy (de Ana Kamien y Marilú Marini).
1966- Drácula el vampiro (de Alfredo Rodríguez Arias)
1966- Mens sana in corpore sano (de Norman Briski)
1966- Bonino aclara ciertas dudas (de Jorge Bonino)
1966- Ópera sátira (de Carlos Cutaia)
1966- No happening (Jacoby, Costa y Escari).
1966- Acerca de Happenings (Oscar Masotta).
1966- El Burlador (versión de Tirso de Molina por Roberto Montero)
1966- Ceophoeus o La arruinación (Mario Satz y Hugo Quintán).
1967- "...de la vida de nosotros" (espectáculo músico-visual de Gerardo Chiarella).
1967- IMYLOH (I Musicisti  Y Las Óperas Históricas).
1967- Crash (Oscar Araiz).
1967- Oh casta diva (A. Kamien y Milka Truol).
1967- Danza ya (Susana Zimmermann).
1967- Alfa Omega y Astartusa o la pluma suicida (grupo de becarios del CLAEM).
1967- Timón de Atenas (Roberto Villanueva).
1967- Libertad y otras intoxicaciones (Mario Trejo).
1967- Hola (Augusto Fernandes)
1967- Los siameses (dramaturgia de Griselda Gambaro  y dirección de Roberto Villanueva).
1967- Aventuras 1 y 2 (A. Rodríguez Árias).
1967- El helicóptero (O. Masotta).
1967- Surrealismo  en la Argentina (Aldo Pellegrini)
1967- Beat, Beat, Beatles (Mixed Media Show) (Daniel Armesto, Roberto Jacoby y Miguel Ángel Telechea).
1967- Casa una hora 1/4 (Grupo Lobo).
1967- Les Luthiers cuentan la ópera (Les Luthiers).
1968- Nacha de noche (Nacha Guevara).
1968- Futura (Alfredo Rodríguez Arias).
1968- Love and Song (A. Rodríguez Arias).
1968- Opera de Viena/Godard (Mario Trejo).
1968- La duquesa de Amalfi y Krapp, o la última cinta magnética (J. Petraglia).
1968- Ubu encadenado (R. Villanueva).
1968- Macbeth, Macbeth (Roberto Favre).
1968- Tiempo Lobo (grupo Lobo con dirección de Carlos Trafic).
1968- La Orestíada (versión de Esquilo por el Teatro del Despojamiento)
1968- Asfixiones ( Jorge Bonino).
1968- Los Maderos de San Juan (Berta Roth)
1969- Las Nubes (versión de Aristófanes por Julián Romeo).
1969- Tiempo de Fregar (grupo Lobo con dirección de R. Villanueva).
1969- Anastasia querida (Nacha Guevara).
1969- Blancanieves y los siete pecados capitales (Les Luthiers).
1969- Espectáculos beat (serie de conciertos de rock).
1969- Canciones en informalidad (Jorge de la Vega, Jorge Schussheim  y Marikena Monti).
1969- Canciones de fogueo (Poni Macharvegas).
1969- Oye humanidad (Iris Scaccheri).
1969- Dies Irae (S. Zimmerman).
1969- Fuego asoma (José María Paolantonio).
1969- Los enanos (dramaturgia de Harold Pinter y dirección de Jorge Petraglia).
1969- Leonce y Lena (de Alberto Álvarez)

## Música
El Centro Latinoamericano de Altos Estudios Musicales del Torcuato di Tella, más conocido por su acrónimo CLAEM, fue un centro de aprendizaje y de creación musical de relevancia internacional. Nació por iniciativa de Alberto Ginastera en 1962 y fue cerrado en 1970.
A pesar de su corta vida, fue muy importante como centro pedagógico, dado que los alumnos podían tener contacto con compositores invitados de la talla de Luigi Nono o Iannis Xenakis y como plataforma de innovación tecnológica y de creatividad.
EL CLAEM tenía como objetivo promover nuevas expresiones en composición e investigación en la música contemporánea. Grandes maestros de la talla de Aaron Copland, Xenakis y Nono dieron conferencias y clases en él y grandes compositores hispanoamericanos como Ariel Martínez, Antonio Mastrogiovanni y Coriún Aharonián de Uruguay, Jorge Antunes de Brasil, Alberto Villalpando y Florencio Pozadas de Bolivia, los colombianos Blas Emilio Atehortúa y Jacqueline Nova, los peruanos César Bolaños, Édgar Valcárcel, Óscar Cubillas Ramírez y Alejandro Núñez Allauca, Mesías Maiguashca de Ecuador, los guatemaltecos Joaquín Orellana y Jorge Sarmientos, alcides lanza, Oscar Bazán, Eduardo Kusnir, Luis Arias, Graciela Paraskevaídis y Mariano Etkin de Argentina y los chilenos Gabriel Brncic, Miguel Letelier, Iris Sangüesa y Enrique Rivera, entre otros, cursaron estudios (como becarios) y realizaron obras allí.
 En danza se destacó Iris Scaccheri.
El laboratorio de música electroacústica del CLAEM, creado en 1964, fue pionero no solo a nivel latinoamericano, sino mundial por su actividad en los campos creativos e investigadores. Empezó siendo dirigido por el compositor peruano César Bolaños quien compuso la primera obra de música electroacústica realizada en él: Intensidad y Altura (1964), basada en el poema homónimo de César Vallejo. En 1966 el laboratorio fue totalmente renovado y desde 1967 Francisco Kröpfl asumió la dirección artística, secundado por Gabriel Brncic en la pedagogía de la música electrónica y por el ingeniero Fernando von Reichenbach, como director técnico, quien diseñó el notable Convertidor Gráfico Analógico (conocido cariñosamente como CATALINA), capaz de convertir partituras gráficas en sonido: el compositor podía diseñar gráficamente una trayectoria sonora que era capturada por una cámara -filmada en tiempo real- y transformada en sonido.
En el campo de la vanguardia audiovisual relacionada con el Beat y el Rock, se presentó en 1967 el happening «Beat Beat Beatles», creado por Roberto Jacoby, Daniel Armesto y Miguel Ángel Telechea.
Asimismo, el escenario del Di Tella también sirvió para presentar a los grupos de vanguardia del naciente Rock argentino que cantaban en español. En el ciclo «Tres Espectáculos Beat», realizado el 17, 24 y 31 de marzo de 1969, actuaron sucesivamente las bandas «El Sonido» de Hillbert, «Almendra» y «Manal». Las dos últimas serían más tarde reconocidas como grupos fundacionales de ese movimiento.
Y en el campo del Jazz y con la innovación de improvisar sobre imágenes, como así también la improvisación de un mimo (Norman Briski) como un instrumento musical más, se presentó el espectáculo 'músico-visual' «...de la vida de nosotros», de Gerardo Chiarella.
El conjunto de instrumentos informales Les Luthiers dio su primer recital en el Di Tella en 1969 y Nacha Guevara sus dos primeros espectáculos: Nacha de Noche y Anastasia Querida, una sátira a la censura militar del gobierno de entonces. De hecho, el «Centro de Altos Estudios Musicales 'Manuela'» al que se refieren en su obra, es el CLAEM. El CLAEM tuvo que cerrar sus puertas en 1970 a la reducción de la financiación que sufrió el Instituto Di Tella durante la dictadura. La mayoría de los equipos de su laboratorio fueron reciclados en un nuevo laboratorio, pero su proyección internacional nunca volvió a ser la misma, aunque la huella que dejó la actividad creativa y pedagógica del CLAEM es profunda en la música latinoamericana e internacional de vanguardia.

## Artes visuales
En sus inicios incluía una excelente colección de Torcuato Di Tella.
El incentivo a las artes visuales fue constante. Su Centro de Artes Visuales (CAV) instituyó premios nacionales e internacionales y becas en el exterior, se constituyó en la "institución modernizadora" del arte argentino. Fue dirigido por Jorge Romero Brest, organizando numerosas exposiciones de géneros tradicionales como escultura y pintura, fotografías, diseño arquitectónico, y estimulando fundamentalmente la experimentación con nuevos materiales y propuestas hacia el público.

Se destacaron autores (principalmente escultores) como Rubén Fontana, Rómulo Maccio, Gyula Kosice, Julio Le Parc, Luis Felipe Noé, Jorge de la Vega, Ernesto Deira, Juan Carlos Distéfano, Antonio Seguí, Edgardo Giménez, Silvia Torras, Ary Brizzi, Clorindo Testa, Dalila Puzzovio, Delia Cancela, Federico Peralta Ramos y Marta Minujín creadora junto a Brest, Rubén Santantonín, David Lamelas, Leopoldo Maler, Pablo Suárez y Rodolfo Prayón de La Menesunda, una hoy mítica instalación conceptual en dieciséis ambientes que debían ser recorridos por grupo de ocho personas
Desde 1960 tuvo como fotógrafo a Humberto Luis Rivas Ribeiro y en ese ámbito se destacó Oscar Bony. Las "Experiencias" realizadas en 1967 y 1968 reunieron a los artistas jóvenes que buscaban superar la concepción objetual de las obras de arte, entre los que se encontraba Martín Marco participando con exposiciones La Caída - Poesía Desnuda en 1968 y 1969, en búsqueda de experiencias que involucraban el cuerpo y el diseño del espacio-tiempo mediante instalaciones, performance, happenings, etc.
El Instituto Di Tella fue cerrado en 1970, pero su fin se inició con la clausura de una obra de las experiencias de 1968, "Baños", de Roberto Plate, por parte del gobierno de facto de Onganía. La obra, que consistía en la instalación en la sala de una simulación de baños públicos, invitaba a los asistentes a escribir las paredes tal como es práctica común en los baños públicos. Una de las inscripciones resultó ofensiva a un alto funcionario militar y desencadenó la clausura de esa obra, que luego fue acompañada por el retiro voluntario del resto de las obras en protesta por la censura.

## Reconocimientos
El instituto recibió el reconocimiento de la Fundación Konex en diversas ocasiones: en 1988 obtuvo un Diploma al Mérito como "Fundación Educacional y de Investigación" de la última década; otro Diploma en 1998 como "Entidad de Investigación Científica y Tecnológica"; y en 2006 recibió la Mención Especial por su aporte a las Humanidades en la Argentina.